# Oxyopes rutilius
Oxyopes rutilius är en spindelart som beskrevs av Simon 1890. Oxyopes rutilius ingår i släktet Oxyopes och familjen lospindlar. Inga underarter finns listade i Catalogue of Life.